# Moscovei, Cahul
Moscovei este un sat în raionul Cahul, Republica Moldova, reședința comunei cu același nume.
Structură etnică
     moldoveni (35,95%)
     ucraineni (12,42%)
     ruși (12,19%)
     găgăuzi (4,88%)
     bulgari (33,67%)
     români (0,07%)
     evrei (0%)
     polonezi (0,03%)
     țigani (0,13%)
     alte etnii / nedeclarată (0,66%)
Conform datelor recensământului din 2004, populația localității este de 3.035 locuitori, dintre care 1.493 (49,19%) bărbați și 1.542 (50,81%) femei. Structura etnică a populației în cadrul localității arată astfel:
- moldoveni — 1.091;
- ucraineni — 377;
- ruși — 370;
- găgăuzi — 148;
- bulgari — 1.022;
- români — 2;
- polonezi — 1;
- țigani — 4;
- altele / nedeclarată — 20.

## Geografie
Între satele Moscovei și Dermengi (satul Moscovei parcela 18, subparcelele 2, 3), se află un amplasament fosilifer, arie protejată din categoria monumentelor naturii de tip geologic sau paleontologic.